# 普利茅斯 (明尼蘇達州)
普利茅斯（英語：Plymouth）是美國明尼蘇達州亨內平縣的一座城市，位於明尼阿波利斯-聖保羅都會區西邊的郊區，2020年美國人口普查中普利茅斯有81,026人，是明尼蘇達州第七大城。